# Ардена (Варезе)
Ардена је насеље у Италији у округу Варезе, региону Ломбардија.
Према процени из 2011. у насељу је живело 108 становника. Насеље се налази на надморској висини од 469 м.